# Landkreis Calw
Landkreis Calw er en Landkreis i den tyske delstat Baden-Württemberg. Den hører til Region Nordschwarzwald i Regierungsbezirk Karlsruhe. Landkreis Calw grænser mod vest til Landkreis Rastatt, i nordvest til Landkreis Karlsruhe, i nord til Enzkreis og den kreisfri by Pforzheim, mod øst ligger Landkreis Böblingen, i sydøst Landkreis Tübingen og mod syd Landkreis Freudenstadt.

## Geografi
Det meste af Landkreis Calw ligger i den nordlige del af Schwarzwald, kun i øst og syd ligger enkelt landsbyer i området Gäu. I området løber floderne Enz og Nagold, der med deres løb danner et trekantet plateau midt i landkreisen som kaldes Enz-Nagold-Platte.
Nagolds og Enz' kilder ligger i nærheden af hinanden i den sydvestlige ende af området. Enz løb mellem Enzklösterle og Pforzheim markerer den nordvestlige kant af Enz-Nagold-Platte. Vest derfor strækker sig mod Schwarzwaldkammen den højestliggende del af kreisområdets, der i nordvest når over kammen Alb hvor byen Bad Herrenalb ligger.
Nagolds løb danner den østlige og sydlige kant af Enz-Nagold-Platte, hvor den løber fra Schwarzwaldkamm mod øst, og drejer mod nord i byen Nagold ved den den sydlige ende af kreisen, løber gennem Calw og munder ved Pforzheim, ud i Enz. Området øst og syd for Nagold hører til Hecken- und Schlehengäu.

## Historie
Landkreis Calw går tilbage til Greverne von Calw, der havde deres stamsæde i Sindelfingen og omkring 1050 grundlage Burg Calw, der var kimen til den nuværende Kreisstadt. Da slægten uddøde i det 13. århundrede blev området splittet mellem Welferne, Greverne von Württemberg og Greverne von Tübingen. Først ved Reichsdeputationshauptschluss blev det genforenet under Württemberg.

## Byer og kommuner
Kreisen havde 158397 indbyggere pr. 2018-12-31

| Byer 1. Altensteig (10799) 2. Bad Herrenalb (7948) 3. Bad Liebenzell (9573) 4. Bad Teinach-Zavelstein (3094) 5. Bad Wildbad (10130) 6. Calw, Große Kreisstadt (23590) 7. Haiterbach (5761) 8. Nagold, Große Kreisstadt (22294) 9. Neubulach (5624) 10. Wildberg (10069) Kommuner 1. Althengstett (7962) 2. Dobel (2319) 3. Ebhausen (4772) 4. Egenhausen (2009) 5. Enzklösterle (1249) 6. Gechingen (3658) 7. Höfen an der Enz (1767) 8. Neuweiler (3109) 9. Oberreichenbach (2831) 10. Ostelsheim (2437) 11. Rohrdorf (1957) 12. Schömberg (7991) 13. Simmersfeld (2101) 14. Simmozheim (2936) 15. Unterreichenbach (2417) |